# Jeudakija Ilinitjna Uralava
Jeudakija Ilinitjna Uralava (belarusiska: Еўдакія Ільінічна Уралава; ryska: Евдокия Ильинична Уралова, Jevdokija Ilinitjna Uralova), född 1902, död 1985, var en sovjetisk-belarusisk politiker (kommunist).
Hon var nionde folkkommissarien för utbildning för vitryska SSR 1938–26 mars 1946, vitryska SSR:s första utbildningsminister 26 mars 1946–1947 och vice ordförande i ministerrådet för vitryska SSR 1950–1958. 